# Пилова зебра
«Пилова зебра» (англ. "Dusty Zebra) — коротка науково-фантастична повість Кліффорда Сімака, вперше опублікована журналом «Galaxy Science Fiction» в вересні 1954 року.

## Сюжет
У бізнесмена Джо почали зникати речі з письмового столу, вони зникали у невизначений час, якщо були залишені на певному місці стола. Натомість з'являлися незвичні іпопланетні речі, як окуляри для триоких істот, частково невидима вудка, чи кубик, що кольором показував настрій людини.
Відчувалося, що на тому боці, тобто в іншому вимірі, був Трейдер, який пропонував речі для обміну. Це прийшлося до вподоби Джо та його сину Білу, і вони послали йому ілюстровану абетку, а потім і каталог товарів, які доставлялись поштою.
Також Джо показав «кубик» своєму сусіду — науковцю Люїсу, якого дуже зацікавила можливість промислового випуску таких приладів, але той не зміг дізнатися принцип його дії.
Джо з Люїсом підписали угоду про використання отриманих по обміну речей для комерції.
Трейдера зацікавила сторінка абетки з намальованою зеброю, і Біл, який полюбляв не зовсім чесні обміни зі своїми однокласниками, запропонував послати дешевий брелок з її зображенням.
Із всіх отриманих речей не було жодної користі, допоки, одна з речей не спромоглася миттєво і безслідно прибирати пилюку навколо себе.
Земляни малюнком замовили декілька десятків таких речей, а натомість мали забезпечити стільки ж брелоків з зеброю.
Для цього їм довелося знайти його виробника і замовити виробництво нової партії об'ємом в 50 тисяч. Всі було виміняно на прибирачі пилюки.
Джо з Люїсом організували комівояжерну компанію і продали мільйони подібних речей.
Через 2 роки, всі прибирачі пилюки одночасно почали повертати пилюку в наш вимір. Після цього Трейдер перестав спілкуватися з ними.
У землян залишилось нез'ясованим запитання: «що він зробив з мільйонами отриманих зображень зебри?»